# Ballyduff (comté de Kerry)
Ballyduff (en irlandais : An Baile Dubh, signifiant « la ville noire ») est un village près de Listowel, dans le comté de Kerry, en république d’Irlande. Situé sur la route R551 entre Ballyheigue et Ballybunion sur les collines au-dessus de Cashen Bay, là où la rivière Feale se jette dans l’océan à l'embouchure de la rivière Shannon.

## Histoire

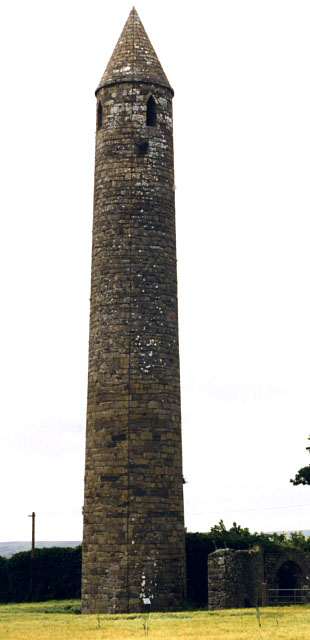
La tour ronde de Rattoo.

À Rattoo, près de Ballyduff, une tour ronde atteint une hauteur de 29,56 m, avec une circonférence de base de 15 m.
Il s'agit de la seule tour ronde complète du Kerry et elle est datée de la fin du XIe siècle. Au milieu du XIXe siècle, la tour se trouvait sur une chaussée surélevée dans ce qui était alors un marécage.
Le marais a été asséché et la chaussée enlevée à la fin du XIXe siècle afin que les champs puissent être cultivés.
Le 1er novembre 1920, en représailles aux meurtres et aux fusillades de divers agents du RIC dans la région, les Black and Tans tuèrent un homme de la région (John Houlihan), incendièrent la crémerie locale, puis incendièrent sept maisons dans les environs d’Abbeydorney.
Parmi les trois grandes maisons de la région, seules deux sont encore debout, Rattoo Great House et Bushmount House. House a été incendiée en 1920 dans des circonstances controversées. Il existe encore une cuisine de soupe populaire qui a été utilisée pendant la grande famine (1845-1847), ainsi qu’une forge qui a été récemment rénovée.

## Sport
Le club Ballyduff GAA joue à la fois au football gaélique et au hurling. Le club a remporté la finale du Championnat d'Irlande de hurling en 1891, lorsque l'équipe était entraînée par James McDonnell. C'est la seule fois où le titre est remporté par une équipe de Kerry.
Ballyduff abrite également l'équipe de football “Rattoo Rovers” qui joue dans la Kerry District League.

## Personnalités liées à Ballyduff
- Liam Boyle Senior, ancien joueur de hurling de Ballyduff
- Ronan O'Connor (en), joueur de football gaélique de Ballyduff.

Voir aussi : People from Ballyduff, County Kerry (en)